# روميلو لوكاكو
روميلو ميناما لوكاكو بولينجولي (بالفرنسية: Romelu Menama Lukaku Bolingoli؛ مواليد 13 مايو 1993) هو لاعب كرة قدم بلجيكي يلعب مهاجمًا مع نادي نابولي الإيطالي، كما يلعب مع منتخب بلجيكا.
ولد في أنتويرب، وبدأ مسيرته المهنية مع رويال أندرلخت البلجيكي في عام 2009، حيث شارك لأول مرة في سن 16 عامًا. وفاز بجائزة هداف الدوري. وقع لصالح نادي تشيلسي الإنجليزي في عام 2011، لكنه شارك بشكل متقطع في موسمه الأول وانضم إلى وست بروميتش ألبيون على سبيل الإعارة في عام 2012. وساعدهم في الوصول إلى المركز الثامن بشكل غير متوقع في موسم 2012–13، وقبل موسم 2013–14 انضم إلى إيفرتون على سبيل الإعارة. بعد مساعدة إيفرتون في الوصول إلى رصيد نقاط قياسي في تاريخ النادي، انضم إلى الفريق في صفقة دائمة بقيمة رسوم قياسية بلغت 28 مليون جنيه استرليني في عام 2014. تم اختياره في فريق العام في الدوري الإنجليزي لعام 2016–17، وقع لوكاكو لمانشستر يونايتد في عام 2017، مقابل رسوم أولية بلغت 75 مليون جنيه استرليني. بعد موسمين في مانشستر، تدهورت علاقة لوكاكو بالنادي. لم يحضر لوكاكو لتدريبات قبل الموسم، وتم تغريمه، ووقع لاحقًا مع إنتر ميلان في أغسطس 2019، مقابل رسوم انتقال قياسية للنادي بلغت 80 مليون يورو؛ فاز بلقب الدوري الإيطالي في موسمه الثاني مع النادي وحصل على لقب أفضل لاعب في الدوري.
شارك لوكاكو مع المنتخب البلجيكي في 81 مباراة، وسجل 59 هدفاً، مما جعله الهداف التاريخ لمنتخب بلاده.[N1] شارك لوكاكو في أول مباراة دولية له مع المنتخب البلجيكي في عام 2010، في سن 17 عاماً، ومثّل منتخبه منذ ذلك الحين في ثلاث بطولات كبرى، وهي بطولة كأس العالم 2014 وبطولة أمم أوروبا 2016 وكأس العالم 2018 حيث قاد بلجيكا إلى المركز الثالث وأنهى البطولة كثاني أفضل هداف بالشراكة، وفاز بالحذاء البرونزي.

## مسيرته الكروية

### بدايته المبكرة
انضم لوكاكو إلى فريقه المحلي روبل بوم في سن الخامسة. بعد أربعة مواسم في روبل بوم، تم اكتشاف لوكاكو من قبل كشافة نادي ليرس البلجيكي لينضم إلى أكاديمية الشباب. لعب ليرس من 2004 حتى 2006، وسجل 121 هدف في 68 مباراة. بعد هبوط ليرس من دوري المحترفين البلجيكي، اشترى رويال أندرلخت 13 لاعباً شاباً من ليرس في منتصف موسم 2006، من ضمنهم لوكاكاو. لعب ثلاث سنوات أخرى في فئات الشباب مع أندرلخت، وسجل 131 هدف في 93 مباراة.

### أندرلخت
عندما أتم لوكاكو عامه الـ16، وقع عقد احترافي مع أندرلخت عام 2009 يدوم لمدة 3 سنوات. بعد 11 يوما، لعب لوكاكو أول مباراة له مع الفريق أمام ستاندارد لييج وشارك فيها كبديل للمدافع فيكتور بيرنارديز في الدقيقة 69. وخسر أندرلخت المباراة بنتيجة 1–0. فيما بعد أصبح روميلو لاعبا أساسيا في تشكيلة أندرلخت وسجل هدفه الأول في الدقيقة 89 أمام زولته فاريجيم في 28 أغسطس 2009. أنهى لوكاكو الموسم متصدراً لقائمة لهدافين في الدوري برصيد 15 هدف وحصد أنرلخت لقبه الـ30. كما سجل 4 أهداف للفريق في بطولة الدوري الأوروبي.
أثناء الموسم التالي سجل لوكاكو 20 هدفا ولكن لم يستطع أندرلخت الحفاظ على لقبه.

### تشيلسي
في أغسطس 2011، انضم لوكاكو إلى نادي تشيلسي الإنجليزي مقابل 12 مليون يورو (10 ملايين جنيه إسترليني)، حيث ارتفع إلى 20 مليون يورو (17 مليون جنيه إسترليني) مع الإضافات. أعطي لوكاكو القميص رقم 18 وتم التوقيع معه على عقد لمدة خمس سنوات. شارك لأول مرة في مباراة الفوز 3–1 على نورويتش سيتي في الدقيقة 83، ودخل كبديل عن فرناندو توريس.

#### وست بروميتش ألبيون
بعد التكهنات التي ربطت لوكاكو بفولهام، في 10 أغسطس 2012، انضم إلى وست بروميتش ألبيون في صفقة إعارة لمدة موسم واحد. سجل هدفه الأول في الدوري بعد ثمانية أيام، حيث جاء كبديل في الدقيقة 77 في مباراة الفوز 3–0 أمام ليفربول.

### إيفرتون

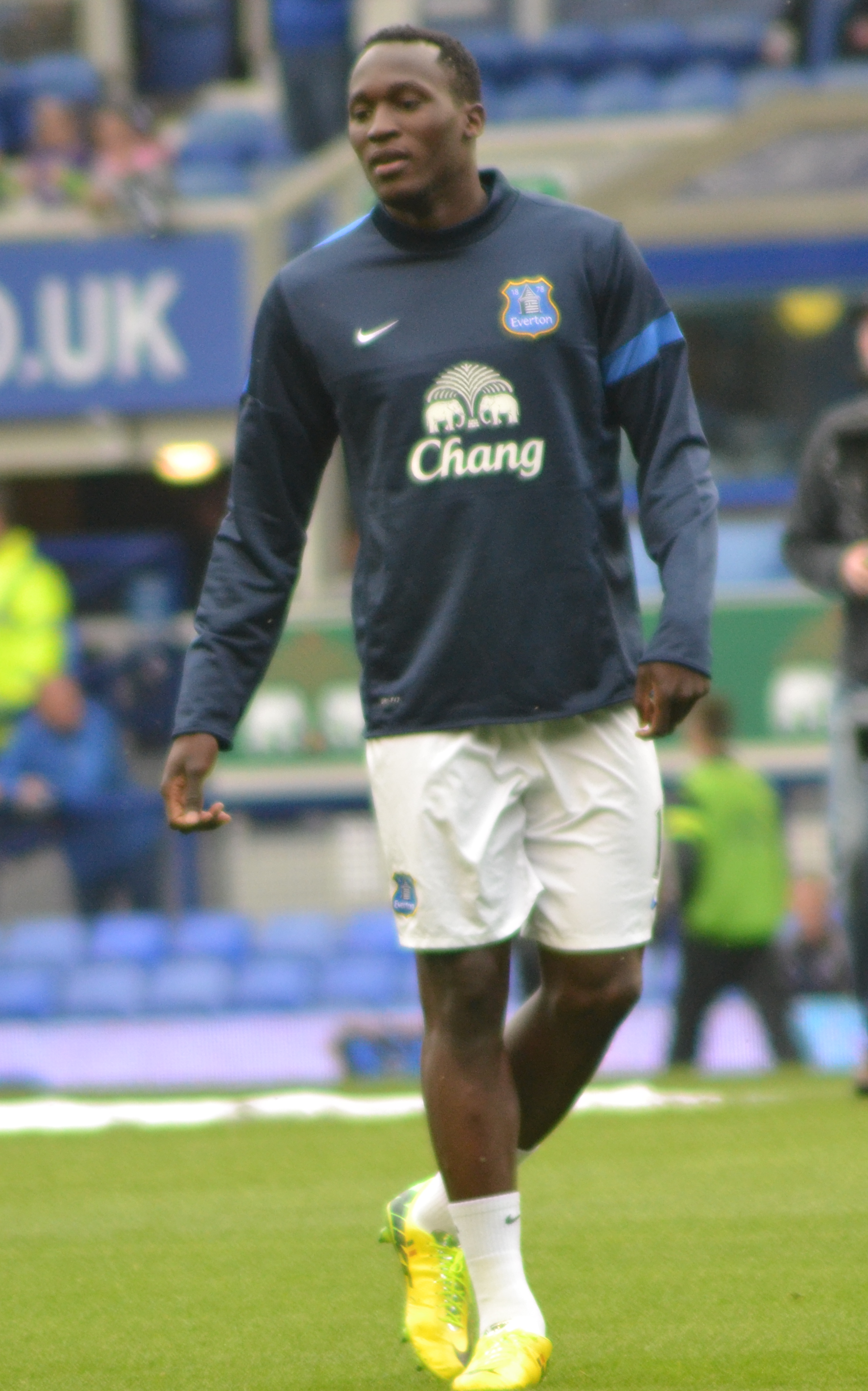
لوكاكو قبل أحد المباريات مع إيفرتون في 2014.

في اليوم الأخير من فترة الانتقالات الصيفية لعام 2013، انضم لوكاكو إلى إيفرتون على سبيل الإعارة لمدة موسم واحد.
في يناير 2014، تم اختيار لوكاكو من قبل صحيفة الغارديان كواحد من أفضل عشرة لاعبين شباب واعدين في أوروبا.
في يوليو 2014 وقع لوكاكو عقدًا لمدة خمس سنوات مع إيفرتون، مقابل 28 مليون جنيه إسترليني، وتم إعطاءة القميص رقم 10. سجل هدفه الأول بعد انتقاله بشكل كامل في 13 سبتمبر، ضد ناديه السابق وست بروميتش ألبيون. ولم يحتفل لوكاكو بالهدف، ليتلقى الإشادة من مشجعي وست بروميتش على احترامه لهم. في 19 فبراير 2015، سجل لوكاكو أول هاتريك له مع إيفرتون في مباراة الفوز 4–1 على يانغ بويز في دور الـ32 من الدوري الأوروبي. في 21 نوفمبر، سجل لوكاكو هدفين في الفوز 4–0 على أستون فيلا، ليصبح خامس لاعب تحت عمر 23 سنة ينجح في تسجيل 50 هدف أو أكثر في الدوري الإنجليزي الممتاز، بعد روبي فاولر ومايكل أوين وواين روني وكريستيانو رونالدو. في 12 ديسمبر، أصبح لوكاكو أول لاعب من إيفرتون يسجل في ست مباريات متتالية بالدوري الممتاز، وأول لاعب يسجل في سبع مباريات متتالية في جميع المسابقات منذ بوب لاتشفورد قبل 40 سنة، عندما افتتح التسجيل في التعادل 1–1 مع نورويتش سيتي على ملعب كارو رود. في المباراة التالية التي هزموا فيها 3–2 أمام ليستر سيتي، أصبح لوكاكو أول لاعب من إيفرتون منذ ديف هيكسون في عام 1954 يسجل في ثماني مباريات متتالية.

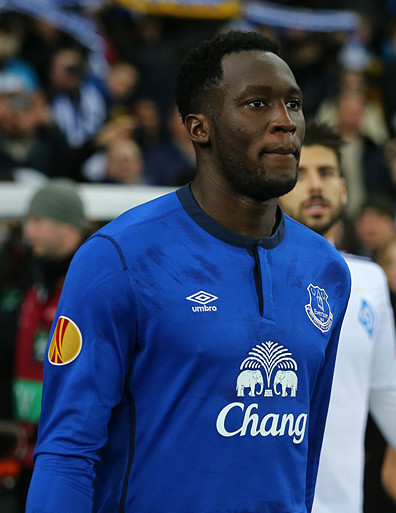
لوكاكو مع إيفرتون في 2015.

في 6 فبراير 2016، سجل لوكاكو هدفه العشرين في ذلك الموسم بماراة الفوز بنتيجة 0–3 على ستوك سيتي، مما يعني أنه أصبح أول لاعب من إيفرتون منذ غريم شارب ينجح بتسجيل 20 هدف على الأقل في جميع المسابقات في موسمين متتاليين مع إيفرتون. كما كان هدفه السادس عشر في الدوري لذلك الموسم، معادلاً للرقم القياسي في عدد الأهداف في الدوري مع إيفرتون والذي كان بحوزة أنتوني كوتي وأندري كانتشيلسكيس في منتصف التسعينيات. في 1 مارس، سجل لوكاكو هدف الفوز 1–0 على أستون فيلا في ملعب فيلا بارك، وهو هدفه رقم 17 في الدوري لذلك الموسم، وهو رقم قياسي في عصر الدوري الممتاز لنادي إيفرتون. 9
في 12 سبتمبر 2016، سجل لوكاكو أول أهدافه في موسم 2016–17 حيث سجل جميع الأهداف الثلاثة في مباراة الفوز 3–0 على سندرلاند. وأستطاع تسجيل أهدافه الثلاثة خلال 11 دقيقة و37 ثانية، مما جعلة ثاني أسرع هاتريك في تاريخ الدوري الإنجليزي الممتاز. في 4 فبراير 2017، سجل لوكاكو أربعة أهداف، كان أولها هدف إيفرتون الأسرع على الإطلاق في الدوري الإنجليزي الممتاز، أمام بورنموث بمباراة الفوز 6–3 في غوديسون بارك. وكان هذا هو الهاتريك رقم 300 الذي سُجّل في الدوري الإنجليزي الممتاز. في 25 فبراير 2017، عادل دونكان فيرغسون بعدد الأهداف في الدوري لصالح إيفرتون، حيث سجل هدفه رقم 60 لصالح إيفرتون في مباراة الفوز 2–0 على سندرلاند في غوديسون بارك. في 5 مارس، تجاوز فيرغسون ليصبح صاحب الرقم القياسي، وسجل في مباراة الخسارة 3–2 ضد توتنهام هوتسبير خارج الأرض في وايت هارت لين. في المباراة التالية، فاز إيفرتون 3–0 على وست بروميتش، وسجل لوكاكو، ليصبح أول لاعب في إيفرتون منذ بوب لاتشفورد يسجل 20 هدف أو أكثر في جميع المسابقات لمدة ثلاثة مواسم متتالية. بعد أسبوع، خلال مباراة الفوز 4–0 على هال سيتي، سجل هدفين ليصل إلى هدفه رقم 21 في ذلك الموسم، ليصبح بذلك أول لاعب من إيفرتون منذ غاري لينيكر قبل 31 سنة يتجاوز 20 هدفاً في الدوري في موسم واحد، بالإضافة إلى كونه رابع لاعب وأول لاعب أجنبي يسجل 80 هدف في الدوري الإنجليزي الممتاز قبل بلوغه سن ال 24.
في مارس 2017، رفض لوكاكو عقدًا جديدًا لمدة خمس سنوات براتب 140 ألف جنيه إسترليني في الأسبوع وسط شائعات حول عودته إلى تشيلسي. هدف في مباراة الفوز 3–1 ضد بيرنلي في 15 أبريل يعني أن لوكاكو أصبح أول لاعب من إيفرتون منذ بوب لاتشفورد يتسجيل 25 هدف في موسمين متتاليين في جميع المسابقات، وأول لاعب منذ الأسطورة ديكسي دين يسجل في تسع مباريات متتالية في غوديسون بارك. في 20 أبريل 2017، تم اختيار لوكاكو ضمن فريق الموسم في الدوري الإنجليزي لأول مرة. كما تم اختيار من بين أفضل ستة لاعبين مرشحين لجائزة أفضل لاعب في إنجلترا لهذا العام و جائزة أفضل لاعب شاب في إنجلترا.

### مانشستر يونايتد

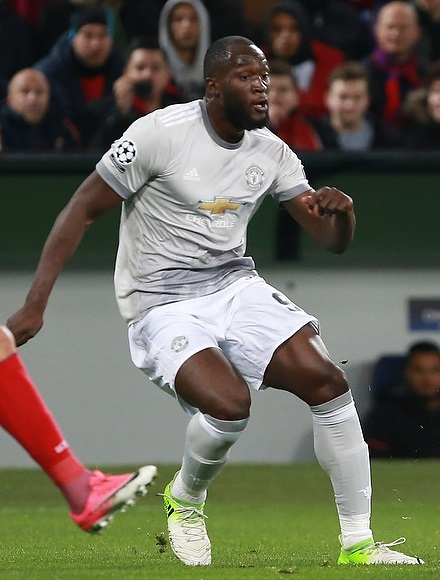
لوكاكو مع مانشستر يونايتد في 2017

انضم لوكاكو إلى مانشستر يونايتد في 10 يوليو 2017، حيث وقع عقدًا لمدة خمس سنوات مع خيار سنة أخرى. على الرغم من أن لم يتم الكشف عن قيمة الصفقة رسميًا، فقد تم تسجيلها بمبلغ 75 مليون جنيه إسترليني، بالإضافة إلى 15 مليون جنيه إسترليني إضافات. وجاء توقيع لوكاكو بعد يوم واحد من مغادرة كابتن فريق مانشستر يونايتد السابق واين روني للنادي ليعود إلى إيفرتون، وهو نادي روني في قبل مانشستر. قبل موسم 2017–18، طلب لوكاكو الحصول على إذن من زلاتان إبراهيموفيتش إذا كان يمكنه أرتدى القميص رقم 9 منه. وتم أعطى لوكاكو الرقم في 14 يوليو.
شارك لوكاكو لأول مرة ضد ريال مدريد في 8 أغسطس في كأس السوبر الأوروبي 2017، وسجل أول هدف رسمي له مع النادي في مباراة الهزيمة 2–1. أول مشاركة له في الدوري جاءت بعد خمسة أيام على أرضه ضد وست هام. وسجل لوكاكو هدفين في مباراة الفوز 4–0، ليصبح رابع لاعب من مانشستر يونايتد يسجل هدفين في أول مشاركة له بالدوري. في 27 سبتمبر، سجل لوكاكو هدفين في مباراة الفوز 4–1 في دوري أبطال أوروبا على سيسكا موسكو، حيث سجل 10 أهداف في أول تسع مباريات له. وبذلك، كسر الرقم القياسي الذي كان بحوزة السير بوبي تشارلتون الذي سجل تسعة أهداف في أول تسع مباريات له مع النادي. في مباراة الفوز 2–1 على ناديه السابق تشيلسي في 25 فبراير 2018، سجل لوكاكو هدف التعادل، ثم صنع هدف الفوز لجيسي لينغارد. سجل هدفه رقم 200 للنادي والمنتخب في 13 مارس في مباراة الهزيمة 1–2 أمام إشبيلية ليُقصى مانشستر يونايتد من دوري الأبطال في الدور 16. في 31 مارس 2018، سجل لوكاكو هدف الفوز 2–0 على سوانزي سيتي. كان هذا الهدف هو هدفه رقم 100 في الدوري الإنجليزي الممتاز في مباراته الـ216، ليصبح خامس أصغر لاعب من أصل 28 لاعبًا وصلوا إلى هذا الرقم.

### إنتر ميلان

#### موسم: 2019–20
انضم لوكاكو إلى نادي إنتر ميلان الإيطالي في 8 أغسطس 2019، حيث وقّع عقدًا مدته خمس سنوات مقابل رسوم انتقال يُقال إنها رقم قياسي بلغت 80 مليون يورو. وسجل في أول مباراة له مع النادي في 26 أغسطس، الهدف الثالث في الفوز على أرضه 4–0 أمام ليتشي. الهدف هذا يعني أن لوكاكو وجد الشباك في أول مباراة له بالدوري مع خمس من الأندية الستة التي مثلها؛ أندرلخت، وست بروميتش، إيفرتون، مانشستر يونايتد، والإنتر. كما أنه أصبح ثالث بلجيكي يسجل مع الإنتر في الدوري الإيطالي، بعد إنزو شيفو وراجا ناينغولان. في مباراة الموسم الثانية للنادي ضد كالياري في 1 سبتمبر، سجل لوكاكو هدف الفوز في المباراة من ركلة جزاء ليعطي إنتر الفوز 2–1 خارج أرضه. ومع ذلك، تعرض لإساءات عنصرية من بعض مشجعي كالياري. في 2 نوفمبر، سجل لوكاكو هدفين في مباراة الفوز 2–1 خارج أرضه على بولونيا في الدوري الإيطالي، مما جعله يعادل رقم رونالدو القياسي بتسجيله تسعة أهداف في أول 11 مباراة له في الدوري. في 27 نوفمبر، سجل لوكاكو هدفه الأول في دوري أبطال أوروبا مع الإنتر في الفوز 3–1 خارج أرضه على سلافيا براغ في مرحلة المجموعات. بالإضافة إلى ذلك، صنع أيضًا الهدفين الآخرين الذي سجلهما لاوتارو مارتينيز. في المباراة الأخيرة على أرضه ضد برشلونة، سجل لوكاكو الهدف الوحيد لفريقه في الهزيمة 2–1، مما يعني أن الإنتر انتقل إلى الدوري الأوروبي للموسم الثاني على التوالي.
بدأ العام الجديد في 6 يناير بتسجيل هدفين في الفوز 3–1 على نابولي، مما منح الإنتر أول فوز في الدوري على ملعب سان باولو منذ أكتوبر 1997؛ نال إشادة من وسائل الإعلام لتسجيل هدفه الأول في الدقيقة 14 والذي أتى من جهد فردي. في 9 فبراير، سجل لوكاكو الهدف الأخير في الفوز 4–2 على ضيفه ميلان، حيث أرسل الإنتر إلى قمة الجدول ومنحهم ثنائية أخرى على ميلان؛ كان أيضًا هدفه السابع عشر في الدوري هذا الموسم.
في 25 يوليو، سجل لوكاكو ثنائية في الفوز 3–0 على جنوى؛ وبذلك، أصبح أول لاعب في الإنتر منذ إيستفان نيرس في موسم 1949–50 يسجل 15 هدفًا خارج أرضه في موسم واحد من الدوري، وكان أول لاعب يفعل ذلك في أول موسم له. أنهى موسمه الأول في الدوري الإيطالي برصيد 23 هدفًا، حيث أنهى الإنتر في المركز الثاني بفارق نقطة واحدة فقط عن يوفنتوس في الترتيب. فقط رونالدو (25) ونيرز (26) سجلا أكثر منه في أول موسم لهما في الإنتر. في 5 أغسطس، سجل لوكاكو في الفوز 2–0 على خيتافي في دور الـ16 من الدوري الأوروبي، مما ساعد فريقه في الوصول إلى ربع نهائي إحدى المسابقات الأوروبية للمرة الأولى منذ 2011. كان هدفه الثلاثين في جميع المسابقات، وهو أفضل رقم شخصي له، كما أنه سجل للمباراة الثامنة على التوالي في الدوري الأوروبي، معادلاً الرقم القياسي الذي سجله آلان شيرر في 2004–05. في ربع النهائي في 10 أغسطس، حطم الرقم القياسي، وسجل في المباراة التاسعة على التوالي في المسابقة في الفوز 2–1 على باير ليفركوزن في دوسلدورف، ليرسل الإنتر إلى الدور نصف النهائي. في 17 أغسطس، سجل لوكاكو ثنائية في الفوز 5–0 على شاختار دونيتسك – المباراة العاشرة على التوالي في المسابقة – حيث وصل الإنتر إلى النهائي. في النهائي، تحصل على ركلة جزاء وسجلها في الدقيقة الخامسة، لكنه أيضًا سجل هدفًا في مرماه في الدقيقة 74، والذي كان في النهاية هدف الفوز لإشبيلية في الهزيمة 3–2. ومع ذلك، تمكن لوكاكو من معادلة الرقم القياسي لرونالدو في موسم 1997–98 بتسجيله 34 هدفًا في جميع المسابقات.

#### موسم: 2020–21

لوحة جدارية بالقرب من ملعب سان سيرو لتصادم لوكاكو وإبراهيموفيتش مع نقش في الزاوية اليمنى: «وجهاً لوجه، من القلب إلى القلب»

في 21 أكتوبر 2020، سجل لوكاكو ثنائية في التعادل 2–2 ضد بوروسيا مونشنغلادباخ في المباراة الأولى من دوري أبطال أوروبا 2020–21. في 1 ديسمبر، سجل ثنائية أخرى ضد بوروسيا مونشنغلادباخ ليضمن الفوز 3–2 خارج أرضه. ومع ذلك، تعادل الإنتر في مباراته الأخيرة ضد شاختار دونيتسك، ليحتل المركز الأخير في مجموعته ويتم إقصائه من جميع المسابقات الأوروبية.
في 3 يناير 2021، سجل لوكاكو هدفًا في الفوز 6–2 على كروتوني، ليبلغ هدفه الخمسين في جميع المسابقات في 70 مباراة فقط، محطمًا الرقم القياسي السابق لرونالدو الذي سجل 50 هدفًا في 77 مباراة. في 26 يناير، تشجار لوكاكو مع زميله السابق في مانشستر يونايتد زلاتان إبراهيموفيتش في مباراة ربع نهائي كأس إيطاليا ضد ميلان. بعد خطأ ارتكب ضد لوكاكو في وقت متأخر من الشوط الأول، كان من الممكن سماعه هو وإبراهيموفيتش يتبادلان الإهانات حيث اصطدم اللاعبان برؤوسهما وكان لا بد من فك اشتباكهما من قبل زملائهم في الفريق. تم طرد إبراهيموفيتش خلال الشوط الثاني بعد تلقيه لبطاقة صفراء ثانية لتدخله على ألكساندر كولاروف، حيث فاز الإنتر 2–1.
في 14 فبراير، سجل هدفين وصنع آخر في مباراة الفوز 3–1 أمام لاتسيو، مما رفع رصيده في الدوري إلى 16 هدفًا لهذا الموسم ومعادلًا كريستيانو رونالدو كأفضل هدافي الدوري. كان هدف لوكاكو الثاني هو الهدف رقم 300 في مسيرته الاحترافية.
كان هدف لوكاكو الثاني هو الهدف رقم 300 في مسيرته الاحترافية. إنتر فاز بالدوري الإيطالي 2020–21 للمرة الأولى منذ موسم 2009–10. أنهى لوكاكو موسم 2020–21 برصيد 24 هدفًا في الدوري و11 تمريرة حاسمة. جعله هداف الفريق الفائز باللقب وثاني هدافي الدوري خلف رونالدو.

### عودته لتشيلسي

#### موسم 2021–22
في 12 أغسطس 2021، عاد لوكاكو إلى ناديه السابق تشيلسي، بعد عقد من انضمامه أصلاً إلى النادي، مقابل مبلغ قياسي للنادي بلغ 97.5 مليون جنيه إسترليني.

## مسيرته الدولية

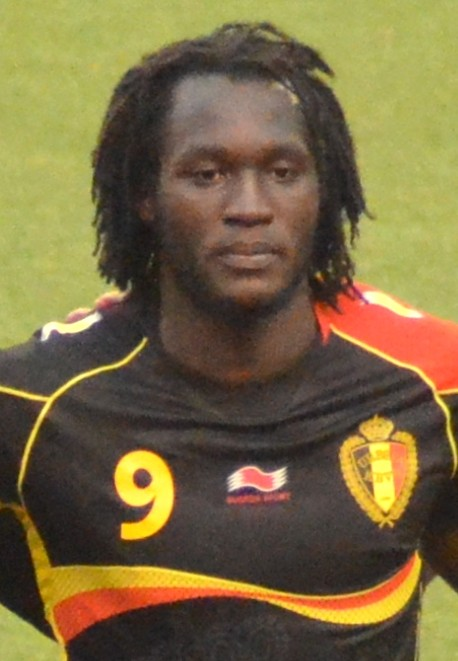
لوكاكو مع بلجيكا في 2013.

كان لوكاكو ضمن في منتخب بلجيكا تحت 21 سنة وسجل هدف في أول ظهور له ضد سلوفينيا. في 24 فبراير 2010، تم أستدعاء لوكاكو لأول مرة في تشكيلة المنتخب البلجيكي الأول لمباراة ودية ضد كرواتيا. في 17 نوفمبر 2010، سجل أول هدفين دوليين له في مباراة ودية ضد روسيا. بعد عامين تقريباً سجل لوكاكو هدفه الثالث، في مباراة ودية أنتهت بالفوز 4–2 على هولندا في 15 أغسطس 2012.

### كأس العالم 2014
في 11 أكتوبر 2013، سجل لوكاكو هدفين حيث هزمت بلجيكا كرواتيا 2–1 ليضمن التأهل لمنتخبه في نهائيات كأس العالم 2014. في مايو 2014، تم اختياره في القائمة النهائية المشاركة في كأس العالم 2014 في البرازيل. في 26 مايو، سجل أول هاتريك دولي له في مباراة ودية قبل البطولة ضد لوكسمبورغ المجاورة. ونظرًا لأن بلجيكا أجرت سبع تبديلات خلال هذه المباراة بدلاً من الستة المسموح بها، لم يتم الاعتراف بالمباراة كمباراة رسمية من قبل الفيفا. في أول مباراة لبلجيكا في كأس العالم، فازت 2–1 في الجزائر في بيلو هوريزونتي، شارك لوكاكو كأساسي ولعب 58 دقيقة قبل أن يحل محله ديفوك أوريغي. في الدور 16، دخل لوكاكو كبديل قبل الوقت الإضافي وصنع على الافتتاح لكيفين دي بروين الهدف بعد ثلاث دقائق. في الدقيقة 105، سجل هدفه الأول في البطولة حيث هزمت بلجيكا الولايات المتحدة 2–1.

في 10 نوفمبر 2017، عادل لوكاكو الرقم القياسي لهدافي المنتخب البلجيكي والذي يحمله كلٍ من بيرنارد فورهوف وباول فان همست بعد تسجيله هدفين أمام المكسيك في تعادل 3–3. بعد أربعة أيام من معادلته للرقم القياسي، أصبح لوكاكو الهداف التاريخي لبلجيكا بتسجيله لـ31 هدف دولي وهو بعمر الـ24 فقط، بعد أن سجل الهدف الوحيد في مباراة الفوز 1–0 على اليابان. على الرغم من أن هذا الرقم القياسي كان محسوبًا من قبل الاتحاد الملكي البلجيكي لكرة القدم، إلا أن الفيفا رسميًا قد أعتبر أنه سجل 28 هدفًا رسميًا فقط بعد إلغاء المباراة الودية الدولية ضد لوكسمبورغ في 26 مايو 2014 حيث سجل هاتريك في تلك المباراة التي انتهت بالفوز 5–1 بسبب مدرب منتخب بلجيكا السابق مارك فيلموتس قام بسبعة تبديلات خلال المباراة بدلا من الستة المسموح بها والتي لا تتوافق مع قوانين اللعبة.

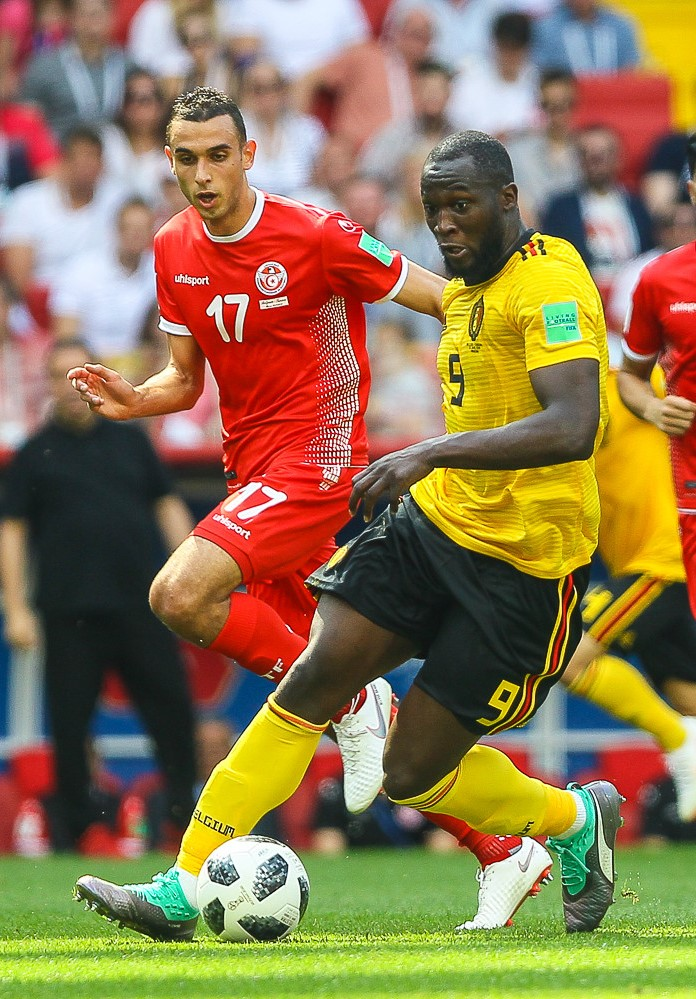
لوكاكو (الأصفر) مع بلجيكا في كأس العالم 2018.

في 6 يونيو 2018، أصبح لوكاكو رسميا هداف بلجيكا في عبر التاريخ بتسجيله 31 هدف بعد تسجيله هدفا في مباراة الفوز 3–0 على مصر. ليكسر التعادل مع الثنائي البلجيكي السابق بيرنارد فورهوف وباول فان همست.

### كأس العالم 2018
في 18 يونيو 2018، سجل لوكاكو هدفين في مباراة الفوز 3–0 على بنما في مباراتهما الافتتاحية في كأس العالم 2018. وحصل على جائزة أفضل لاعب في المباراة. في مباراة المجموعات التالية في 23 يونيو 2018، سجل هدفين مرة أخرى في مباراة الفوز 5–2 على تونس. وبذلك، أصبح لوكاكو أول لاعب منذ دييغو مارادونا في عام 1986 يسجل هدفين أو أكثر في مباراتين متتالية في كأس العالم.
في مباراة دور ربع النهائي ضد البرازيل قدم لوكاكو أداء رائع وانتصر منتخبه بنتيجة 2–1، ليتأهل إلى نصف نهائي كأس العالم ويواجه فرنسا. أنهى البطولة في بأربعة أهداف صناعة واحدة، مما أكسبه جائزة الحذاء البرونزي، حيث أنهت بلجيكا البطولة في المركز الثالث.
في 10 أكتوبر 2019، سجل لوكاكو هدفيه رقم 50 و51 دوليًا في الفوز 9–0 على أرضه على سان مارينو، في تصفيات بطولة أمم أوروبا 2020.

## الإحصائيات

### النادي
آخر تحديث 10 نوفمبر 2024.
| النادي                     | الموسم   | الدوري           | الدوري | الدوري  | الكأس  | الكأس   | كأس السوبر | كأس السوبر | أوروبا | أوروبا  | أخرى   | أخرى    | المجموع | المجموع |
| النادي                     | الموسم   | الدرجة           | الظهور | الأهداف | الظهور | الأهداف | الظهور     | الأهداف    | الظهور | الأهداف | الظهور | الأهداف | الظهور  | الأهداف |
| -------------------------- | -------- | ---------------- | ------ | ------- | ------ | ------- | ---------- | ---------- | ------ | ------- | ------ | ------- | ------- | ------- |
| أندرلخت                    | 2008–09  | الدوري البلجيكي  | 1      | 0       | 0      | 0       | —          | —          | 0      | 0       | —      | —       | 1       | 0       |
| أندرلخت                    | 2009–10  | الدوري البلجيكي  | 33     | 15      | 1      | 0       | —          | —          | 11     | 4       | —      | —       | 45      | 19      |
| أندرلخت                    | 2010–11  | الدوري البلجيكي  | 37     | 16      | 2      | 0       | —          | —          | 11     | 4       | —      | —       | 50      | 20      |
| أندرلخت                    | 2011–12  | الدوري البلجيكي  | 2      | 2       | —      | —       | —          | —          | —      | —       | —      | —       | 2       | 2       |
| أندرلخت                    | المجموع  | المجموع          | 73     | 33      | 3      | 0       | —          | —          | 22     | 8       | —      | —       | 98      | 41      |
| تشيلسي                     | 2011–12  | الدوري الإنجليزي | 8      | 0       | 1      | 0       | 3          | 0          | 0      | 0       | —      | —       | 12      | 0       |
| تشيلسي                     | 2013–14  | الدوري الإنجليزي | 2      | 0       | —      | —       | —          | —          | 0      | 0       | 1      | 0       | 3       | 0       |
| تشيلسي                     | المجموع  | المجموع          | 10     | 0       | 1      | 0       | 3          | 0          | 0      | 0       | 1      | 0       | 15      | 0       |
| وست بروميتش ألبيون (إعارة) | 2012–13  | الدوري الإنجليزي | 35     | 17      | 2      | 0       | 1          | 0          | —      | —       | —      | —       | 38      | 17      |
| إيفرتون (إعارة)            | 2013–14  | الدوري الإنجليزي | 31     | 15      | 1      | 1       | 1          | 0          | —      | —       | —      | —       | 33      | 16      |
| إيفرتون                    | 2014–15  | الدوري الإنجليزي | 36     | 10      | 2      | 2       | 1          | 0          | 9      | 8       | —      | —       | 48      | 20      |
| إيفرتون                    | 2015–16  | الدوري الإنجليزي | 37     | 18      | 3      | 3       | 6          | 4          | —      | —       | —      | —       | 46      | 25      |
| إيفرتون                    | 2016–17  | الدوري الإنجليزي | 37     | 25      | 1      | 1       | 1          | 0          | —      | —       | —      | —       | 39      | 26      |
| إيفرتون                    | المجموع  | المجموع          | 141    | 68      | 7      | 7       | 9          | 4          | 9      | 8       | —      | —       | 166     | 87      |
| مانشستر يونايتد            | 2017–18  | الدوري الإنجليزي | 34     | 16      | 6      | 5       | 2          | 0          | 8      | 5       | 1      | 1       | 51      | 27      |
| مانشستر يونايتد            | 2018–19  | الدوري الإنجليزي | 32     | 12      | 3      | 1       | 1          | 0          | 9      | 2       | —      | —       | 45      | 15      |
| مانشستر يونايتد            | المجموع  | المجموع          | 66     | 28      | 9      | 6       | 3          | 0          | 17     | 7       | 1      | 1       | 96      | 42      |
| إنتر ميلان                 | 2019–20  | الدوري الإيطالي  | 27     | 19      | 4      | 2       | —          | —          | 7      | 4       | —      | —       | 38      | 25      |
| إنتر ميلان                 | 2020–21  | الدوري الإيطالي  | 36     | 24      | 3      | 2       | —          | —          | 5      | 4       | —      | —       | 44      | 30      |
| إنتر ميلان                 | المجموع  | المجموع          | 72     | 47      | 7      | 4       | —          | —          | 16     | 13      | —      | —       | 95      | 64      |
| تشيلسي                     | 2021–22  | الدوري الإنجليزي | 26     | 8       | 6      | 3       | 4          | 0          | 6      | 2       | 2      | 2       | 44      | 15      |
| إنتر ميلان (إعارة)         | 2022–23  | الدوري الإيطالي  | 25     | 10      | 4      | 1       | —          | —          | 8      | 3       | 0      | 0       | 37      | 14      |
| روما (إعارة)               | 2023–24  | الدوري الإيطالي  | 32     | 13      | 2      | 1       | —          | —          | 13     | 7       | —      | —       | 47      | 21      |
| نابولي                     | 2024–25  | الدوري الإيطالي  | 10     | 4       | 1      | 0       | —          | —          | —      | —       | —      | —       | 11      | 4       |
| الإجمالي                   | الإجمالي | الإجمالي         | 491    | 228     | 41     | 21      | 20         | 4          | 91     | 48      | 4      | 3       | 647     | 304     |

1. ↑  جميع المباريات في كأس بلجيكا وكأس الاتحاد الإنجليزي
2. ↑  جميع المباريات في كأس رابطة الأندية الإنجليزية المحترفة
3. ↑  مباراة واحدة في دوري أبطال أوروبا، عشر مباريات وأربع أهداف في الدوري الأوروبي
4. ↑  ثلاث مباريات وثلاثة أهداف في دوري أبطال أوروبا، ثماني مباريات وهدف واحد في الدوري الأوروبي
5. 1 2  جميع المباريات في كأس السوبر الأوروبي
6. ↑  جميع المباريات في الدوري الأوروبي
7. ↑  جميع المباريات في دوري أبطال أوروبا
8. ↑  جميع المباريات في دوري أبطال أوروبا
9. ↑  خمس مباريات وهدفين في دوري أبطال أوروبا ومباراتين وهدفين في الدوري الأوروبي
10. ↑  جميع المباريات في دوري أبطال أوروبا
11. ↑  جميع المباريات في دوري أبطال أوروبا
12. ↑  جميع المباريات في كأس العالم للأندية
13. ↑  جميع المباريات في دوري أبطال أوروبا
14. ↑  جميع المباريات في الدوري الأوروبي

### المنتخب
آخر تحديث 2 يوليو 2021.
| المنتخب    | العام   | الظهور | الأهداف |
| ---------- | ------- | ------ | ------- |
| بلجيكا[N2] | 2010    | 8      | 2       |
| بلجيكا[N2] | 2011    | 5      | 0       |
| بلجيكا[N2] | 2012    | 5      | 1       |
| بلجيكا[N2] | 2013    | 8      | 2       |
| بلجيكا[N2] | 2014    | 11     | 6       |
| بلجيكا[N2] | 2015    | 5      | 0       |
| بلجيكا[N2] | 2016    | 14     | 11      |
| بلجيكا[N2] | 2017    | 9      | 9       |
| بلجيكا[N2] | 2018    | 14     | 14      |
| بلجيكا[N2] | 2019    | 5      | 7       |
| بلجيكا[N2] | 2020    | 5      | 5       |
| بلجيكا[N2] | 2021    | 9      | 7       |
| المجموع    | المجموع | 98     | 64      |

## الإنجازات

### النادي
أندرلخت
- الدوري البلجيكي الممتاز: 2009–10[101]

إنتر ميلان
- الدوري الإيطالي: 2020–21[114]
- الدوري الأوروبي الوصيف: 2019–20[115]
- كأس إيطاليا: 2022—23
- كأس السوبر الإيطالي: 2022

تشيلسي
- كأس العالم للأندية : 2021[116]

### المنتخب
بلجيكا
- كأس العالم المركز الثالث: 2018

### الفردية
- رياضي العام للمواهب الشابة البلجيكية للعام: 2009[117]
- الحذاء البرونزي البلجيكي: 2009
- هداف الدوري البلجيكي: 2009–10[118]
- الحذاء الفضي البلجيكي: 2010
- حذاء الأبنوس: 2011[119]
- هداف الدوري الأوروبي: 2014–15[120]
- إيفرتون أفضل لاعب شاب في الموسم: 2015–16[121]
- إيفرتون هدف الموسم: 2015–16[121]
- لاعب الشهر في الدوري الإنجليزي الممتاز: مارس 2017[122]
- فريق العام في الدوري الإنجليزي: 2016–17[123]
- إيفرتون لاعب الموسم: 2016–17[124]
- إيفرتون أفضل لاعب في الموسم: 2016–17[124]
- لاعب الشهر في الدوري الإنجليزي من تصويت المشجعين: أغسطس/سبتمبر 2017[125]
- فيفبرو الفريق الثالث: 2018[126]
- فيفبرو الفريق الرابع: 2017[127]
- كأس العالم الحذاء البرونزي: 2018[128]

## الملاحظات
1. ^ على الرغم من أن هذا الرقم تم إحتسابه من قبل الاتحاد الملكي البلجيكي لكرة القدم لكن أهداف لوكاكو الرسمية هي 37، هدف لأن الفيفا لم يعترف بأهدافه الثلاثة ضد لوكسمبورغ في 26 مايو 2014 بسبب أن مدرب منتخب بلجيكا السابق مارك فيلموتس قام بسبعة تبديلات خلال المباراة بدلا من الستة المسموح بها والتي لا تتوافق مع قوانين اللعبة.[129][130]
2. ^ مشاركات لوكاكو ضد رومانيا في 14 نوفمبر 2012 وضد لوكسمبورغ (تشمل أهدافه الثلاثة) في 26 مايو 2014 وضد التشيك في 5 يونيو 2017، تم الإعتراف بها من قبل الاتحاد الملكي البلجيكي لكرة القدم ولكن الفيفا لا يعترف بها بسبب عدد التبديلات الذي تجاوز الحد المسموح به، وهذا يتعارض مع قوانين اللعبة.[19][131][132][133]

## وصلات خارجية
- روميلو لوكاكو على موقع الاتحاد الدولي (مؤرشف)  (الإنجليزية)
- روميلو لوكاكو على موقع الاتحاد الأوربي (الإنجليزية)
- روميلو لوكاكو على موقع الاتحاد البلجيكي (الإنجليزية)
- روميلو لوكاكو على موقع إي إس بي إن إف سي (الإنجليزية)
- روميلو لوكاكو على موقع قاعدة بيانات كرة القدم.إي يو (الإنجليزية)
- روميلو لوكاكو على موقع ليكيب (الفرنسية)
- روميلو لوكاكو على موقع ناشيونال فوتبول تيمز (الإنجليزية)
- روميلو لوكاكو على موقع Soccerbase.com (لاعب) (الإنجليزية)
- روميلو لوكاكو على موقع Soccerway.com (الإنجليزية)
- روميلو لوكاكو على موقع عالم كرة القدم.نت (الإنجليزية)